# Pierre Le Donné
 (décembre 2014).
- Si vous ne connaissez pas le sujet, laissez ce bandeau (vous pouvez alors contacter les auteurs).
- Si vous supprimez le contenu mis en cause (vous pouvez préalablement contacter les auteurs),

argumentez précisément cette suppression dans la page de discussion
(un manque de référence n'est pas un argument ; une recherche réelle de référence doit avoir été effectuée, être formellement documentée).
 (mars 2015).
Pierre Le Donné, né le 31 mai 1906 à Domfront (Orne), mort le 3 janvier 1970 à Saint-Masmes, est un héros de la Résistance du pays d'Ernée en Mayenne.
Il a été reconnu « Juste parmi les nations » à titre posthume.

## Biographie

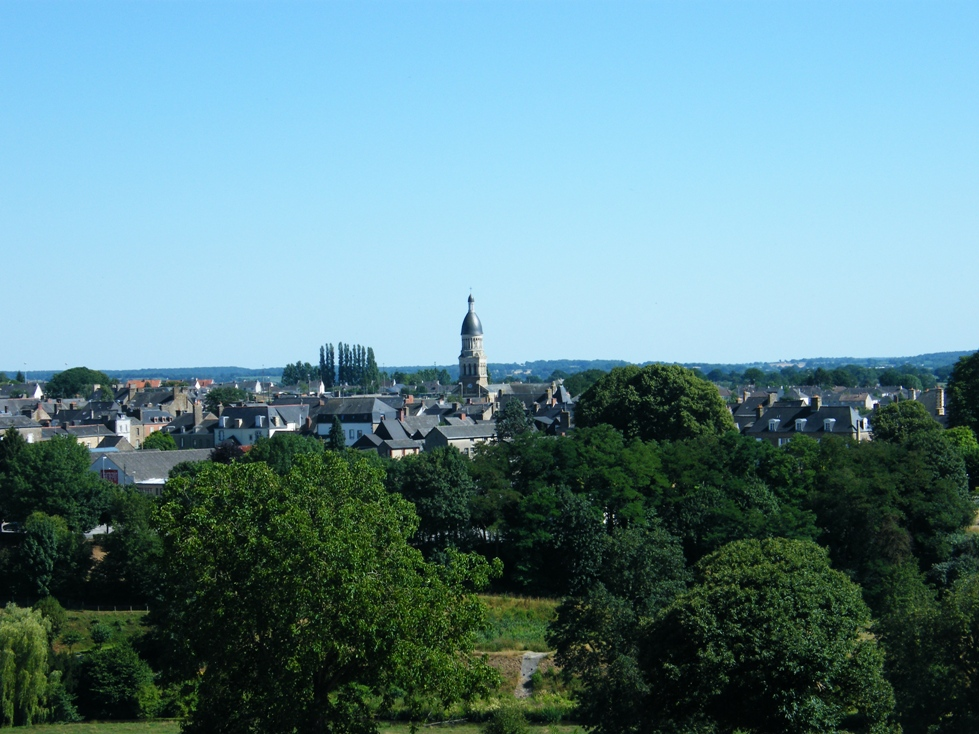
Vue d'Erné

Dès le début de l'Occupation, Pierre Le Donné doit quitter son garage occupé par les Allemands.
Pierre Le Donné est le premier Chef et cofondateur de Groupe de Résistance d'Ernée avec Romain Gilles, René Justin, René Bourcier, Paul Delhommel. Il se rattache au Mouvement Libération-Nord en lien avec Francis Le Basser à Laval. En 1943, le recrutement du groupe s'élargit avec l'instauration du service du travail obligatoire (STO).
Le quartier général se situe alors chez Michel Rousseau, qui cachera beaucoup de monde dans sa ferme du "Domaine" près de Saint-Pierre-des-Landes, à proximité d'Ernée.
En octobre 1943, il accueille et coordonne le sauvetage de trois familles juives les Fresco, les Namer et les Niego, qu'il place chez les Rousseau et les Fauque. Ces 9 personnes seront sauvées lorsque la Région sera libérée en août 1944 par l'Armée Patton conduite par René Justin.
Il recevra, pour cela, la médaille de Juste parmi les nations en 1997, mais à titre posthume.
Son éclipse sera progressive. À la suite de l'arrestation du groupe de Francis Le Basser à Laval, la femme de Pierre Le Donné prend des contacts avec le Groupe Francs-tireurs et partisans (FTP) de commandant Louis Pétri, dit Loulou-Tanguy, en Ille-et-Vilaine.
Le sort de cette initiative va se révéler désastreux.
Début juin 1944, à la suite de deux opérations d’aide au Débarquement qui amorce la bataille de Normandie, c'est l’hécatombe pour le Groupe de Résistance d’Ernée, dirigé par Pierre Le Donné... Plusieurs membres sont arrêtés, torturés et certains fusillés, par les Allemands et la Milice de Rennes.
Il faut se cacher. On craint le démantèlement du réseau. Heureusement, leurs camarades ne parleront pas.
René Justin prend alors l'initiative à la tête du reste du Groupe actif. Le Q.G. de la Résistance se déplace à "la Chatterie" à Montenay, où se réunissent les membres qui préparent leurs actions de l'été 1944.
Lors de la Libération, Pierre Le Donné essaie de limiter l'épuration sauvage et le défoulement sur les "Femmes tondues" par les pseudo-résistants de la 25e heure..
Il dirige encore les défilés les FFI d'Ernée lors de la grande cérémonie d'inhumation des restes de leurs camarades, le 11 septembre 1944, puis celui du 11 novembre. 
Il est le lieutenant de la Compagnie Forces françaises de l'intérieur (FFI) d'Ernée qui est formée à la caserne Schneider de Laval.
Mais son rôle a été restreint par l'action énergique de René Justin dans la Libération du Nord-ouest de la Mayenne et par la désignation de René Ballayercomme Chef de la Résistance locale, le 5 août 1944. 
À la suite d'une sordide affaire, Pierre Le Donné doit quitter les FFI et se retrouve injustement évincé.

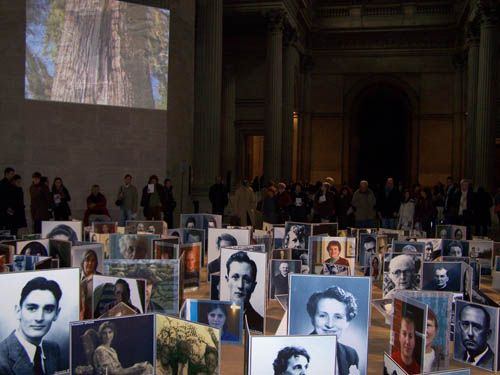
Cérémonie au Panthéon de Paris en l'honneur des Justes de France, le 18 janvier 2007

La famille Le Donné quitte la Mayenne et part pour Casablanca au Maroc en 1945-46 avec leurs enfants après avoir vendu leur affaire et y exploiteront un garage jusqu'en 1948 qui s'avère non-rentable.
Pierre Le Donné s'établit alors en Guinée, à Conakry. C'est encore l'époque coloniale. Il se lance dans l'exploitation d'une plantation de bananes. C'est une période prospère et heureuse jusqu'à ce que Ahmed Sékou Touré prenne le pouvoir, et en chasse les Français en 1960-1961.
La famille, rapatriée, supporte mal la manière brutale dont s'achève leur vie africaine.
Pierre s'éteint le 3 janvier 1970 à Saint-Masmes. Il y est inhumé dans le cimetière local.
À la suite de récentes recherches, son rôle commence à être réhabilité.
La médaille de Juste parmi les nations reçue de Yad Vashem à titre posthume en 1997 est le début d'une "juste consécration". La Famille Fresco, sauvée en 1943-1944 en a été l'initiatrice.